# Kenichi Kawano
Kenichi Kawano (河野 健一 Kawano Kenichi?), född 15 september 1982 i Mie prefektur, är en japansk före detta fotbollsspelare.
Kawano började sin karriär 2005 i Rosso Kumamoto (Roasso Kumamoto). 2009 flyttade han till MIO Biwako Kusatsu. Han avslutade karriären 2009.